# Pyrisitia leuce
Pyrisitia leuce är en fjärilsart som först beskrevs av Jean Baptiste Boisduval 1836.  Pyrisitia leuce ingår i släktet Pyrisitia och familjen vitfjärilar. Inga underarter finns listade.

## Bildgalleri

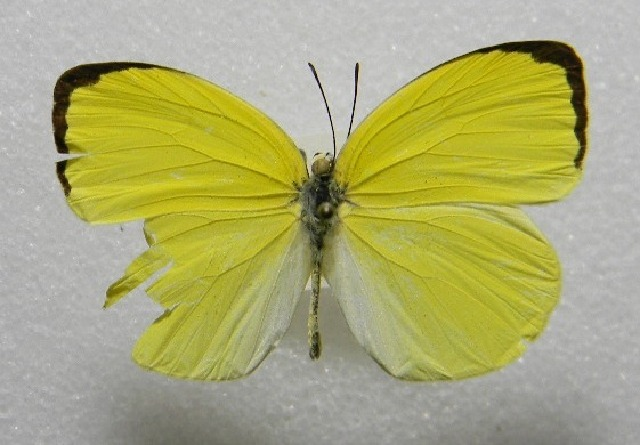